# 히스티딘—운반 RNA 연결 효소
효소학에서 히스티딘-운반 RNA 연결 효소(histidine-tRNA Ligase, EC 6.1.1.21 )은 화학 반응을 촉매하는 효소이다
ATP + L-히스티딘 + 운반 RNA(His) {\displaystyle \rightleftharpoons } AMP + 다이포스페이트 + L-히스티딜-운반 RNA(His)
이 효소의 3가지 기질은 ATP, L-히스티딘, 운반 RNA(His)이고, 3가지 생성물은 AMP, 다이포스페이트, L-히스티딜-운반 RNA(His)이다.
이 효소는 히스티딘 대사와 아미노아실-운반 RNA 생합성에 참여한다.

## 명명법
히스티딘-운반 RNA 연결 효소는 연결 효소 군, 특히 아미노아실-운반 RNA 및 관련 화합물에서 탄소-산소 결합을 형성하는 효소에 속한다. 이 효소 부류의 체계적인 명칭은 'L-히스티딘 : tRNAHis 연결효소(AMP 형성)'이다. 통상적으로 사용되는 다른 명칭은 히스티딜-운반 RNA 합성 효소, 히스 티딜-전달 리보 핵산 합성 효소 및 히스티딘 전달 효소를 포함한다.